# Ísafjarðarbær
Ísafjarðarbær é um município da Islândia com uma área de 2.416 km² e uma população de 4.131 habitantes, situado na região de Vestfirðir, criado em 1996 a partir de Flateyrarhreppur, Ísafjarðarkaupstaður, Mosvallahreppur, Mýrahreppur, Suðureyrarhreppur e Þingeyrarhreppur.

O principal agregado populacional é Ísafjörður, existindo ainda Hnífsdalur, Flateyri, Suðureyri e Þingeyri.

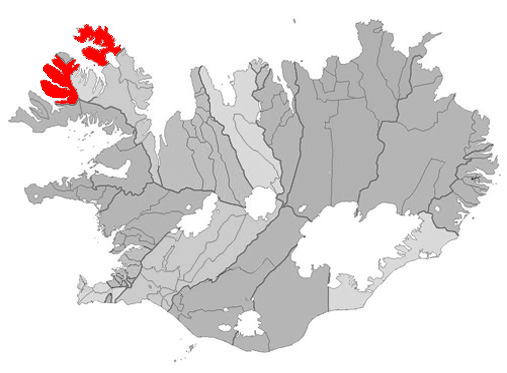
Localização do município